# 中山定親
中山 定親（なかやま さだちか）は、室町時代に朝廷および室町幕府のもとで活動した公家。中山家9代当主。将軍足利義教の側近でもあり、伝奏として朝廷 - 幕府間の交渉を担った。また、定親の日記『薩戒記』は室町時代中期の主要日記に数えられている。

## 室町時代の中山家
定親の祖父親雅は足利義満の家礼であった。室町時代の足利将軍家、特に第三代将軍足利義満が急速に家格を高めた後、その過程で多くの公家が義満の許に奉仕するようになったが、中山家も親雅や定親の父満親が義満の許に出仕しており、中山家は義満の近臣公家衆に含まれていった。

## 生涯

### 定親の活動
定親は、応永8年（1401年）に満親の息子として生まれる。母は伊予守満貞女。

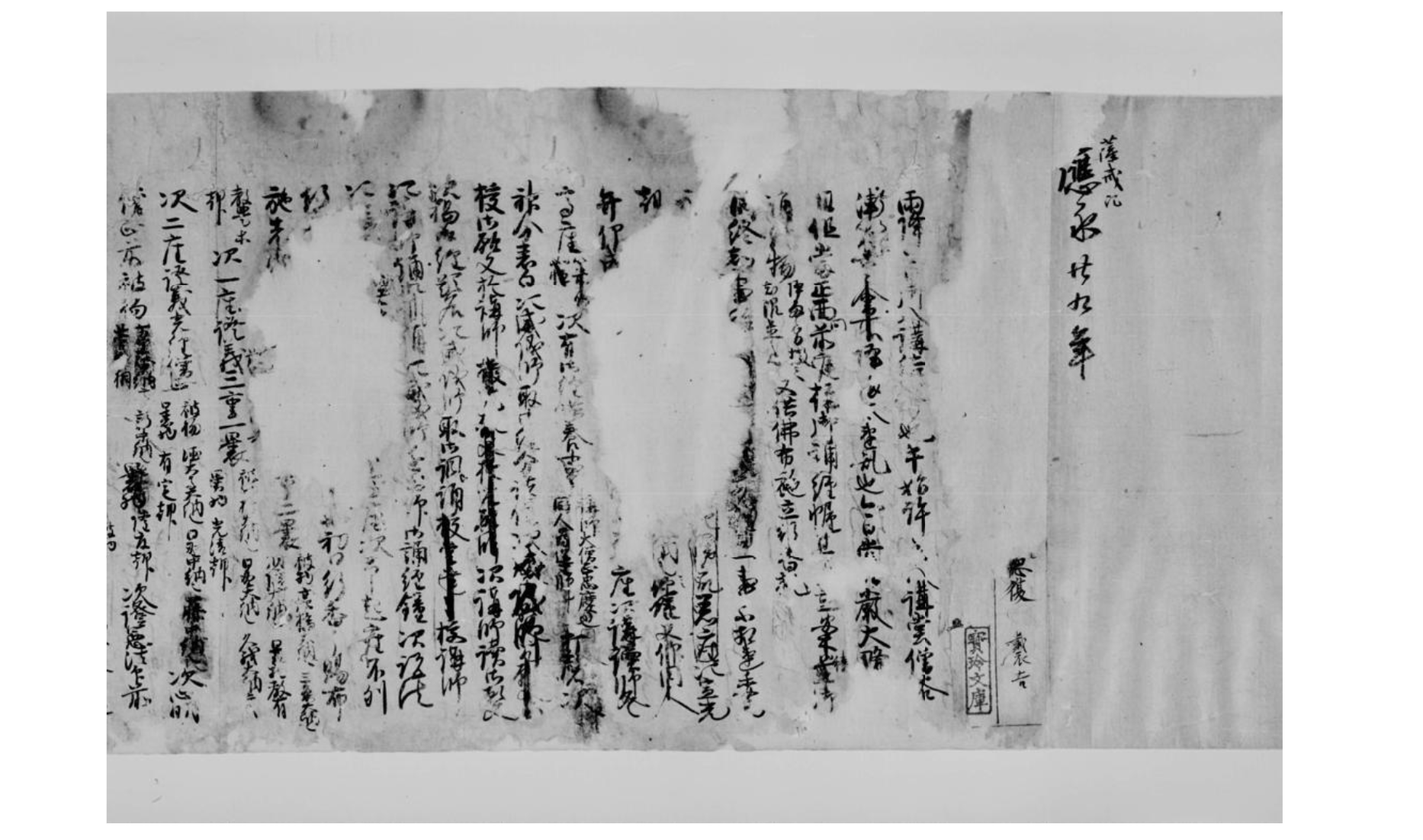
『薩戒記』原本。応永29年5月の記事の一部分（東京大学史料編纂所蔵）。

定親の具体的な活動は応永年間中頃の足利義持政権期から明らかである（定親の日記『薩戒記』の記事は応永25年（1418年）から始まっている）。定親は応永25年正月に従四位上に叙された。この叙位を契機に『薩戒記』は書かれ始めたとされている。この時期、定親の奉仕先は、主に朝廷や院であり、そのため日記内の関心も朝廷や貴族社会、有職故実に向けられた。特に故実に関しては、貴族社会からも頼りにされ、定親は公家からの相談に乗りながら、時には故実家として当時の儀礼や故実について批評を加えていた。
永享8年（1436年）10月、足利義教の命により定親は、朝廷と幕府間の交渉を担う御祈伝奏と禁中伝奏に任じられた。足利義教の執政期の初めは、朝廷と幕府間の交渉に勧修寺経興・広橋兼郷・万里小路時房などの公家らが従事していたが、永享3年に経興が失脚、永享5年には時房が申次の業務を更迭され、永享5年10月以降、公的な公武間交渉は広橋兼郷のみが担当していた。その兼郷も、義教の勘気を受けて失脚。定親は兼郷のあとを受け、伝奏に補任された。
伝奏として定親は、公武間の交渉を伴う重要政務に関与した。また、定親は義教の儀礼や寺社参詣時の供奉なども勤め、義教の側近公家として地位を高めていった。定親に対する義教の信任も厚く、義教政権の末期には、周囲から朝廷と幕府の間の公的な取次ぎは、定親一人が行っているものと認識され、「伝奏」は定親一人のことを指していると思われるようになったという。
足利義教が殺害された嘉吉の乱後も、定親は伝奏として政治的に重要な地位にいた。乱後しばらくの間、伝奏の実質的な指揮者となる室町殿は不在となったが、後花園天皇が伝奏への命令を行うようになった。例えば、室町殿の代わりに幕府の代表者となった管領細川持之は、嘉吉の乱の首謀者赤松満祐の追討綸旨を、中山定親を通じて後花園天皇に奏上し、天皇の勅定は定親から職事に伝えられ綸旨が作成された。
また、義教期末以来、定親の伝奏としての管轄範囲は拡大していた。定親は息子の親通と共に「武家伝奏」「惣伝奏」と呼ばれるようになっており、他の個別寺社からの取次ぎを担当した伝奏らを統べる地位にいたとされる。文安4年（1447年）に春日社造営棟別銭の賦課をめぐり、興福寺と東大寺との間で抗争が起こった際には、幕府の興福寺奉行と東大寺奉行が管領の意向を定親に伝え天皇の勅裁を求めており、当時南都伝奏として朝廷の南都関連の窓口であった万里小路時房は、南都伝奏ではなく定親を通して天皇に執奏した幕府を批判している。
文安5年（1448年）、定親は病気により出家、定親の代理として活動していた親通が伝奏に補任された。法名は祐繁（『公卿補任』）。
長禄3年（1459年）9月17日に死去。

## 官歴
『公卿補任』による。
- 応永28年（1421年）12月21日、参議に任じられる
- 応永29年（1422年）12月18日、従三位に叙される
- 応永34年（1427年）正月6日、正三位に叙される
- 永享9年（1437年）10月26日、従二位に叙される
- 永享13年（1441年）12月、権中納言に任じられる
- 嘉吉3年（1443年）3月16日、権大納言に任じられる
- 文安3年（1446年）正月29日、正二位に叙される、同4月29日、権大納言を辞任する
- 文安5年（1448年）6月23日、出家

## 系譜
- 父：中山満親（1371-1421）
- 母：伊予守満貞女
- 妻：不詳
  - 男子：中山親通
  - 男子：親輔
  - 男子：賢深